# Tiligul-Tiras Tiraspol
Il CS Tiligul-Tiras Tiraspol è una società calcistica moldava con sede a Tiraspol che giocava le partite interne nello Stadionul Municipal.
Tra i principali giocatori usciti da questa squadra c'è Serghei Covalciuc, talento scoperto nel 1999 e mandato a giocare in Russia, nel forte Spartak Mosca.
I colori sono il cremisi (maglia, pantaloncini e calzettoni) per le gare casalinghe e il bianco o il viola per le gare in trasferta.
Si è sciolto nel 2009 per i troppi debiti accumulati

## Denominazioni ufficiali
Nella sua storia il club ha assunto i seguenti nomi:
- 1938 fondato come Spartak Tiraspol
- 1961 - Pizhevnik Tiraspol
- 1963 - Lukhafrul Tiraspol
- 1967 - Dnestr Tiraspol
- 1967 - Energia Tiraspol
- 1978 - Start Tiraspol
- 1979 - Avtomobilist Tiraspol
- 1986 - Tekstilshik Tiraspol
- 1990 - Tiras Tiraspol
- 1991 - Tiligul Tiraspol
- 2004 - CS Tiligul-Tiras Tiraspol

## Palmarès

### Competizioni nazionali
- Coppa di Moldavia: 3

1992-1993, 1993-1994, 1994-1995
- Divizia A: 2

1997-1998, 2002-2003

### Altri piazzamenti
- Pervaja Liga:

Secondo posto: 1991
- Campionato moldavo:

Secondo posto: 1992-1993, 1993-1994, 1994-1995, 1995-1996, 1997-1998
Terzo posto: 1996-1997, 1998-1999, 2000-2001
- Coppa di Moldavia:

Finalista: 1992, 1995-1996
Semifinalista: 1996-1997, 1997-1998, 2001-2002, 2004-2005

## Statistiche e record

### Statistiche nelle competizioni UEFA
Tabella aggiornata alla fine della stagione 2018-2019.
| Competizione                  | Partecipazioni | G | V | N | P | RF | RS |
| ----------------------------- | -------------- | - | - | - | - | -- | -- |
| Coppa delle Coppe             | 2              | 4 | 0 | 1 | 3 | 2  | 7  |
| Coppa UEFA/UEFA Europa League | 3              | 6 | 0 | 1 | 5 | 3  | 20 |
| Coppa Intertoto               | 4              | 8 | 0 | 2 | 6 | 7  | 19 |